# Dicranopygium angustissimum
Dicranopygium angustissimum là một loài thực vật có hoa trong họ Cyclanthaceae. Loài này được (Sandwith) Harling miêu tả khoa học đầu tiên năm 1954.